# Episodi di Big Nate (prima stagione)
La prima stagione di Big Nate è stata trasmessa in prima visione negli Stati Uniti d'America sul servizio di streaming Paramount+ dal 17 febbraio al 26 dicembre 2022 e dopo sulle reti televisive Nickelodeon e Nicktoons, mentre in Italia dall'omonima controparte italiana nel 2023.
| nº | Titolo originale                | Titolo italiano                    | Prima TV USA                                                  | Prima TV Italia |
| -- | ------------------------------- | ---------------------------------- | ------------------------------------------------------------- | --------------- |
| 1  | The Legend of the Gunting       | La leggenda di Gunter              | 17 febbraio 2022 (Paramount+) 5 settembre 2022 (Nickelodeon)  |                 |
| 2  | Go Nate, It's Your Birthday     | Forza Nate, è il tuo compleanno    | 17 febbraio 2022 (Paramount+) 9 settembre 2022 (Nickelodeon)  |                 |
| 3  | Valentine's Day of Horror       | Un orribile San Valentino          | 17 febbraio 2022 (Paramount+) 21 ottobre 2022 (Nickelodeon)   |                 |
| 4  | CATastrophe                     | GATTAstrofe                        | 17 febbraio 2022 (Paramount+) 16 settembre 2022 (Nickelodeon) |                 |
| 5  | The Pimple                      | Il brufolo                         | 17 febbraio 2022 (Paramount+) 16 settembre 2022 (Nickelodeon) |                 |
| 6  | Belles A Ringin'                | La bella e il senza testa          | 17 febbraio 2022 (Paramount+) 23 settembre 2023 (Nickelodeon) |                 |
| 7  | Time Disruptors                 | Distruttori del tempo              | 17 febbraio 2022 (Paramount+) 30 settembre 2022 (Nickelodeon) |                 |
| 8  | Wilderness Warriors             | Guerrieri selvaggi                 | 17 febbraio 2022 (Paramount+) 13 gennaio 2023 (Nickelodeon)   |                 |
| 9  | Best Laid Cell Plans            | [[#\|]]                            | 19 agosto 2022 (Paramount+) 12 aprile 2023 (Nickelodeon)      |                 |
| 10 | Game Over                       | [[#\|]]                            | 19 agosto 2022 (Paramount+) 18 aprile 2023 (Nickelodeon)      |                 |
| 11 | Til Death Do We Rock            | [[#\|]]                            | 19 agosto 2022 (Paramount+) 4 marzo 2023 (Nickelodeon)        |                 |
| 12 | Randy's Mom Has Got It Goin' On | [[#\|]]                            | 19 agosto 2022 (Paramount+) 17 aprile 2023 (Nickelodeon)      |                 |
| 13 | Ghostly Coven of Man Witches    | Una spettrale congrega di stregoni | 19 agosto 2022 (Paramount+) 14 ottobre 2022 (Nickelodeon)     |                 |
| 14 | The Future is Fuzzy             | [[#\|]]                            | 19 agosto 2022 (Paramount+) 19 aprile 2023 (Nickelodeon)      |                 |
| 15 | The Big Freeze                  | Il grande gelo                     | 19 agosto 2022 (Paramount+) 11 marzo 2024 (Nicktoons)         |                 |
| 16 | The Curse of the Applewhites    | [[#\|]]                            | 19 agosto 2022 (Paramount+) 11 aprile 2023 (Nickelodeon)      |                 |
| 17 | The Thing That Wouldn't Leave   | [[#\|]]                            | 19 agosto 2022 (Paramount+) 10 aprile 2023 (Nickelodeon)      |                 |
| 18 | Kindness Wars                   | [[#\|]]                            | 26 dicembre 2022 (Paramount+) 24 aprile 2023 (Nickelodeon)    |                 |
| 19 | Wait Until Dark                 | [[#\|]]                            | 26 dicembre 2022 (Paramount+) 11 marzo 2024 (Nicktoons)       |                 |
| 20 | The Square Root of Teddy        | [[#\|]]                            | 26 dicembre 2022 (Paramount+) 18 settembre 2023 (Nickelodeon) |                 |
| 21 | Six-Tween Candles               | [[#\|]]                            | 26 dicembre 2022 (Paramount+) 19 settembre 2023 (Nickelodeon) |                 |
| 22 | It's Lonely at the Top          | [[#\|]]                            | 26 dicembre 2022 (Paramount+) 21 settembre 2023 (Nickelodeon) |                 |
| 23 | Nate in Shining Armor           | [[#\|]]                            | 26 dicembre 2022 (Paramount+) 26 settembre 2023 (Nickelodeon) |                 |
| 24 | Bro-king Up Is Hard To Do       | [[#\|]]                            | 26 dicembre 2022 (Paramount+) 25 settembre 2023 (Nickelodeon) |                 |
| 25 | Nate on a Hot Tin Roof          | [[#\|]]                            | 26 dicembre 2022 (Paramount+) 20 settembre 2023 (Nickelodeon) |                 |
| 26 | The April Fool                  | [[#\|]]                            | 26 dicembre 2022 (Paramount+) 27 settembre 2023 (Nickelodeon) |                 |

## La leggenda di Gunter
In Questa Puntata Nate Wright Riceve 4 Punizioni Su 5 In Quella  Settimana e se ne prendeva un altro veniva GUNTERATO ed è così che affronterà un nuovo bambino del cognome falso GUNTER.Poi Dopo Dee Dee,Francis E Teddy Vanno a vedere le cose del cognome GUNTER,Mentre Il Preside Nicols Fa Un Riposino Nella Sua Auto Dopo Pranzo e Nate A Affrontare Il Suo Bimbo,Poi Vedò Una Leggenda era GUNTER,Il Cognome Vero. Ma Poi Sparì e Nate Crese In sè Stesso.Dopo Lo Scherzetto Del Preside Nicols che lo faceva Il Tizio Del Cognome Falso GUNTER Dee Dee Mostrava A Nate La Compilazione Con I Pastelli Fatti A Cena(Boh! Forse Li Avrà Fatti Al Old Wild West Chissà).E Fine e così Facciò Vedere La Sua Schifezza a tutti e si divertiva con i suoi amici Oh! e Poi GUNTER,Il Cognome Vero.Veniva Assalito Dal Drone Per Finale D'Episodio (Titoli Di Coda e Case di produzione ) Fine Episodio Ok!

## Forza Nate, è il tuo compleanno
Trama Del Episodio:è Il Compleanno Di Nate e i Amici gli fanno dei regali Dee Dee Li Presta Un Libro Ma Lo Odia e Lo Ridà Poi Francis Un Buono Ma Poi Martin Gli Dà Canzone e Francobolli Ma Odia Sia Dee Dee,Francis e Sopratutto Martin E Così Che Gli Dà La Carta Di Credito E Cosi Paga $ 50,00 Per Un Gelato Grande Per 4 Bimbi,Poi 2 Giri Di Corsa Che Costano $ 10,00 Tutti e Due ecc.Ma Poi Hanno Prosciugato La Carta Di Credito e Così Che L'Avventura Abbia Inizio

## Un orribile San Valentino
Nel Episodio Nate Si Arrabbia Perchè La Sua Fidanzata Si Sposa Con Arthur Ma Deve Sposare LUI...Proprio LUI NATE WRIGHT

## Il brufolo
Nate Scopre La Mattina Che Ha Un Brufolo E Deve Stare Molto Attento